# Luis Garrido
Luis Fernando Garrido (Juticalpa, 1990. november 5. –) hondurasi válogatott labdarúgó, jelenleg az Olimpia játékosa. Posztját tekintve védekező középpályás.

## Sikerei, díjai
CD Olimpia
- Hondurasi bajnok (5): 2007–08, 2008–09, 2009–10, 2011–12, 2012–13

## Külső hivatkozások
- Luis Garrido a national-football-teams.com honlapján